# Jeanette Kimball
Jeanette Kimball (geboren Jeanette Salvant, * 18. Dezember 1906 in Pass Christian (Louisiana); † 29. März 2001 in Charleston (South Carolina)) war eine US-amerikanische Jazzpianistin (auch Gesang).

## Leben und Wirken
Kimball stammte aus einer Familie mit französisch-kreolischen Wurzeln und war die Nichte des Blues-Pianisten Isadore „Tuts“ Washington. Mit sieben Jahren begann sie Klavier zu spielen; als Jugendliche trat sie als professionelle Musikerin mit klassischen Streicherformationen, dann im Jazzbereich auf. Sie spielte im Laufe ihrer siebzig Jahre währenden Karriere in Traditional Jazzbands, zunächst 1926 in einer „Society“-Tanzband, dem Papa Celestin’s Original Tuxedo Orchestra, mit dem sie auf Tourneen in den Südstaaten der USA ging. 1929 heiratete sie den Banjospieler und Gitarristen Narvin Kimball, der auch Papa Celestins Band angehörte. 1935 verließ sie die Band, um die gemeinsamen Kinder aufzuziehen. Nach ihrer Scheidung benutzte sie den Namen Kimball weiter und begann Mitte der 1940er Jahre erneut in New Orleans aufzutreten. Unter anderem arbeitete sie mit Buddy Charles, Herb Leary und Sidney Desvigne; außerdem war sie als Organistin und Chorleiterin der Holy Ghost Catholic Church tätig.
In den 1950er Jahren arbeitete Kimball erneut mit Papa Celestin, als dieser seine Band reaktivierte, der sie dann auch unter der Leitung von Papa French angehörte. Außerdem war sie Mitglied der Preservation Hall Jazz Band und spielte mit Clive Wilson’s Original Camellia Jazz Band. 1976 erschien das auf dem Jazz Festival Breda mitgeschnittene Livealbum Jeanette Kimball Meets the Fondy Riverside Bullet Band; 1999 ihr Album Sophisticated Lady (u. a. mit Frank Fields und Freddie Kohlman); im selben Jahr wurde sie mit dem Black Men of Labor Jazz Legacy Award geehrt. Im Bereich des Jazz wirkte Kimball zwischen 1953 und 1991 bei 72 Aufnahmesessions mit, u. a. mit Alvin Alcorn, Paul Barbarin, Papa Celestin, Punch Miller und Johnny St. Cyr.
Jeanette Kimball zählte zu den wenigen Frauen, die in Traditional-Jazzbands spielten.